# Aleksandar Stamboliysky
Aleksandar Stamboliysky - em búlgaro Александър Стамболийски (1 de março de 1879 - 14 de junho de 1923) foi um político da Bulgária, com idéias esquerdistas, que ocupou o cargo de primeiro-ministro entre 1919 e 1923.
Ainda na década de 1910, Stamboliysky converte-se no principal nome da oposição búlgara e conquista grande popularidade junto ao eleitorado, chegando inclusive a apresentar ideías políticas claramente republicanas, o que desagrada ao rei (ou tsar) Fernando I da Bulgária. Por criticar violentamente a política do tsar de apoio aos Impérios Centrais na Primeira Guerra Mundial, é condenado à prisão perpétua. No entanto, a derrota búlgara na guerra provoca a renúncia de Fernando I em 1918 e a consequente ascensão ao trono de seu filho Bóris III, que liberta Stamboliysky da cadeia.
Após a vitória nas eleições parlamentares de seu partido, a União do Povo Agrário Búlgaro, com o apoio de grande parte do Partido Comunista Búlgaro, Aleksandar Stamboliysky toma posse como primeiro-ministro em outubro de 1919. Seu governo é marcado pela tentativa de impor uma ditadura campesina, o que leva ao descontentamento da classe média e da elite, bem como do exército. Essa situação leva ao golpe de Estado de 1923, organizado pelo partido de extrema-direita União Nacional, que coloca no poder Aleksandar Tsankov. Stamboliysky é fuzilado em 14 de junho.